# تيكو تالسانيا
تيكو تالسانيا هو ممثل هندي، ولد في 7 يونيو 1954 بمومباي في الهند.

## أعمال

### أفلام
- (1998) الشبيهان[3]
- (2002) ديفداس

## وصلات خارجية
- تيكو تالسانيا على موقع IMDb (الإنجليزية)
- تيكو تالسانيا على موقع ألو سيني (الفرنسية)
- تيكو تالسانيا على موقع أول موفي (الإنجليزية)
- تيكو تالسانيا على موقع قاعدة بيانات الأفلام السويدية (السويدية)
- تيكو تالسانيا على موقع قاعدة بيانات الفيلم (الإنجليزية)
- تيكو تالسانيا على موقع كينوبويسك (الروسية)